# 南船增一
HD 90589，即船底座I（I Carinae），又名CP-73 733，SAO 256710、HR 4102，是一颗船底座的恒星，视星等为4，位于銀經293.16，銀緯-14.02，其B1900.0坐标为赤經10h 22m 24.7s，赤緯-73° -14.02′ 22″。